# 旧国立生丝检查所
旧国立生丝检查所（きゅうこくりつきいとけんさじょ）是日本兵庫県神户市中央区新港地区的一座近代建筑，现在用途为資料館、博物館。
该建筑高4层（部分5层），建于1932年（昭和7年），设计者为旧大阪砲兵工廠化学分析場陸軍技官置塩章。

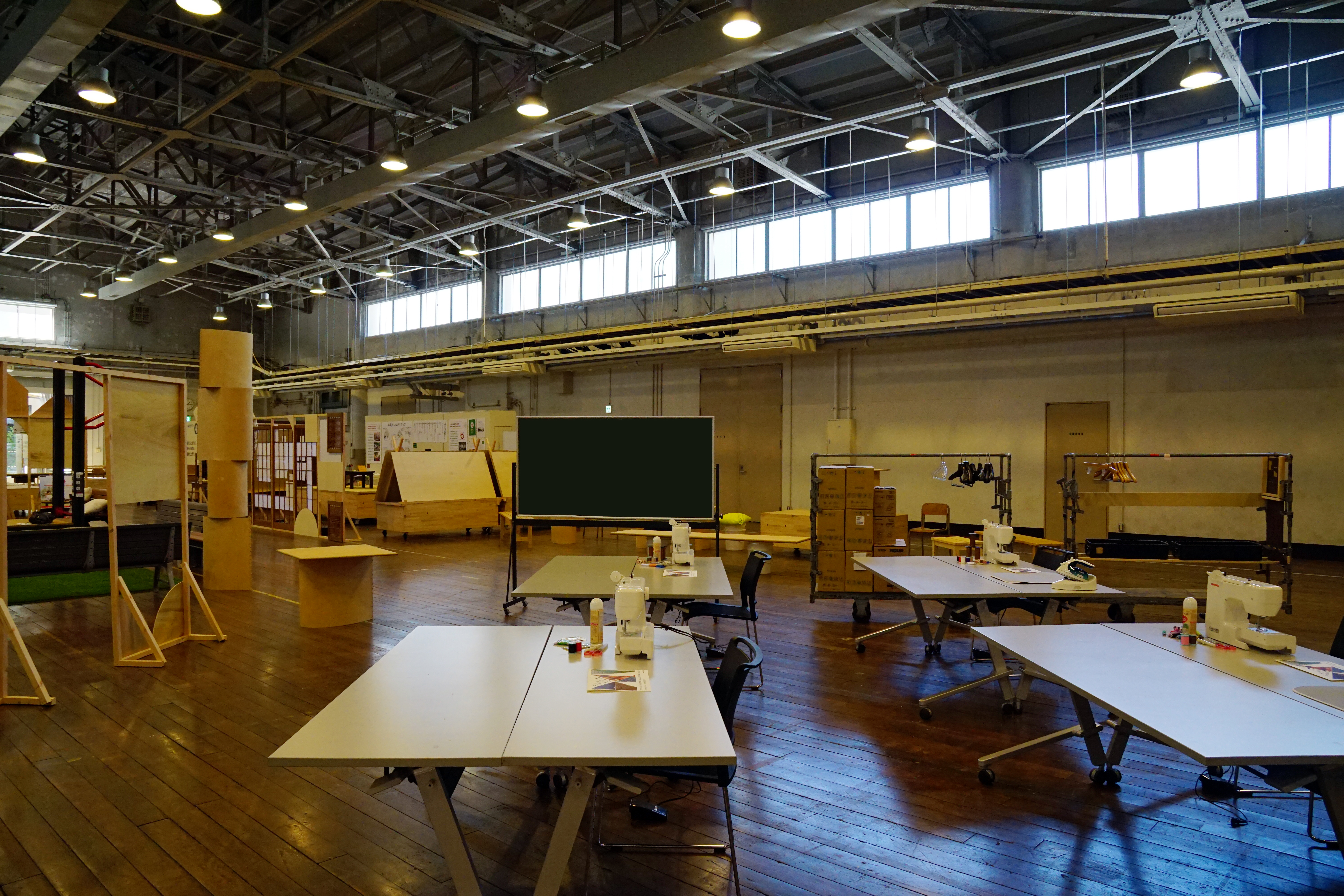
1层
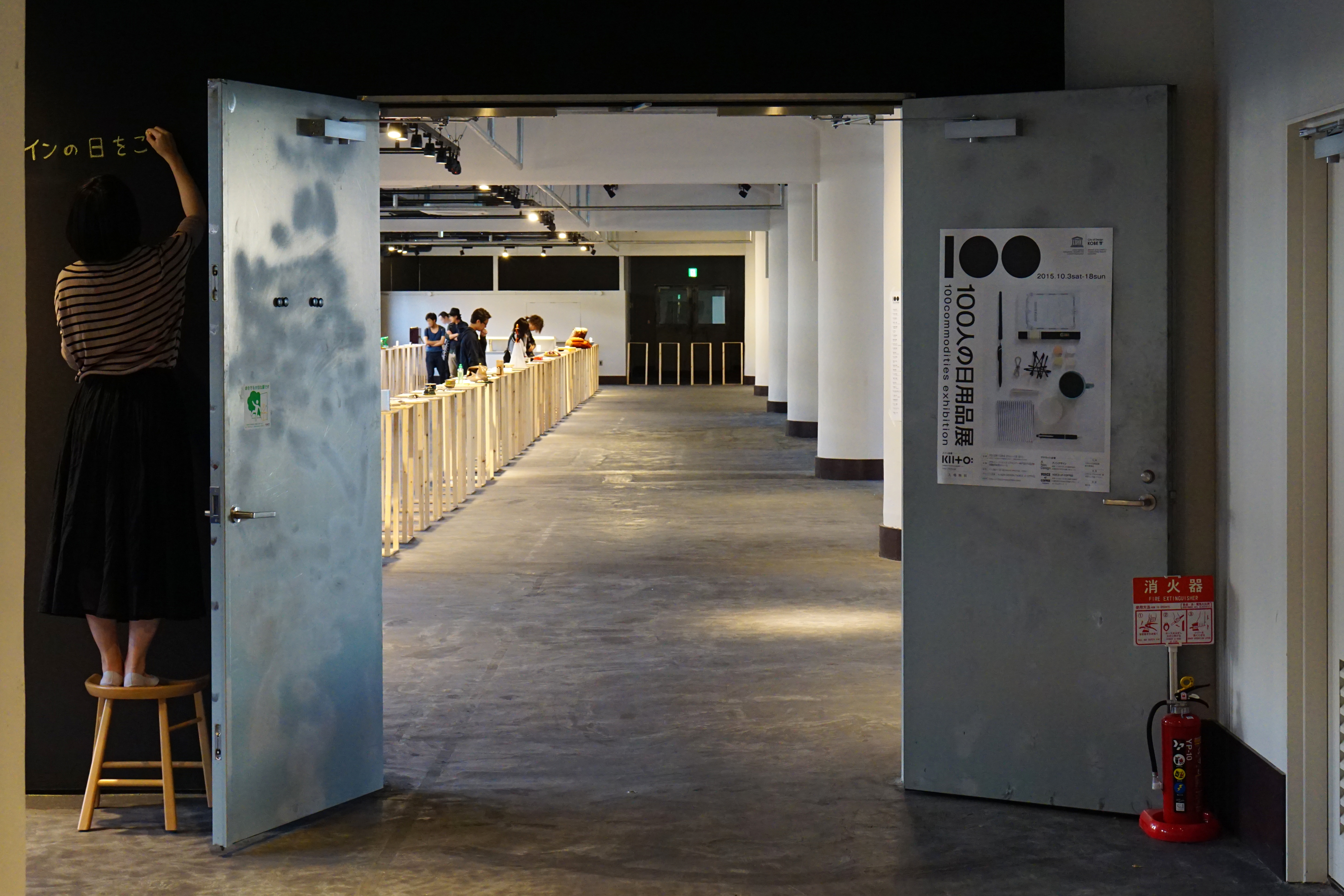
2层